# Captura fluvial

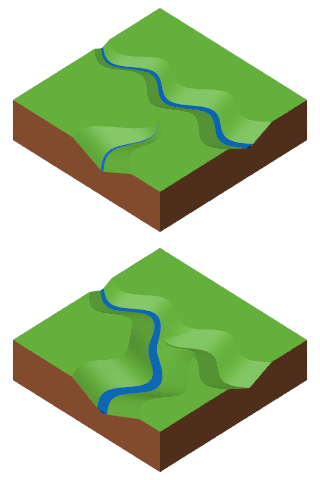
En este esquema, un río es capturado por otro que tiene mayor poder de incisión sobre la roca.

Se denomina captura fluvial a un fenómeno hidrográfico por el que la erosión producida por las aguas de un río puede abrir una brecha en el cauce de otro río, capturando sus aguas y dejándolo decapitado, sin caudal, aguas abajo del lugar de la captura, que recibe el nombre de codo de captura. El cauce resultante suele adoptar una geometría típica de codo de captura. Son interesantes los casos del Alberche, el Júcar y el Ter en España, el Tuy en Venezuela, así como muchísimos ejemplos más en todos los continentes.

## Causas
Aunque la captura en sí misma es consecuencia de la erosión remontante, los procesos que la pueden facilitar incluyen: 
- Movimientos tectónicos a lo largo de fallas.
- Erosión
  - Erosión remontante de un río sobre otro.
  - Erosión lateral en meandros.
- Migración del cauce de un río hacia la izquierda en el hemisferio norte y a la derecha en el hemisferio sur. Ello se debe a la erosión diferencial de los diques naturales de los ríos: tiene mayor importancia dicha erosión en los diques de la orilla izquierda en el hemisferio norte y en los de la derecha en el hemisferio sur. Ello, evidentemente, se debe al movimiento de rotación terrestre, que produce una consecuencia conocida como efecto Coriolis. El caso del río Meta es un ejemplo excelente de este  tipo de captura ya que cortó a varios ríos que bajaban de los Andes y desembocaban directamente en el Orinoco sumando su caudal y dejando decapitados a los antiguos ríos, que siguen desembocando en el Orinoco, pero con mucho menor caudal, a pesar de tener un cauce mucho más grande que el que le correspondería por su caudal actual. Como consecuencia de este fenómeno, el río Meta solo tiene afluentes por la izquierda, de manera que la carretera colombiana I - 40 sigue el curso del río Meta por su margen derecha durante unos 700 km o más sin necesidad prácticamente de ningún puente, entre Puerto Gaitán y Puerto Carreño.
- Karst: un karst subterráneo puede dar comienzo a la diversión de las aguas de la cuenca más alta a la inferior. Escenarios en los que se está actualmente iniciando este proceso son el sumidero del Danubio (Alemania) y el sumidero de Aigualluts (Pirineo aragonés).
- Presas naturales creadas por corrimiento de tierra o por el avance de lenguas glaciares.

El proceso de captura fluvial tiene lugar en periodos de tiempo cortos en el contexto geológico, del orden de decenas hasta centenares de miles de años. Sin embargo, hay que señalar que el proceso de captura fluvial de ríos contiguos en zonas de desbordamiento en llanuras de escasa pendiente puede tener lugar en períodos muy cortos de tiempo (días o semanas).

## Concepto
F. J. Monkhouse presenta una larga y excelente definición de este concepto:

Captura fluvial es el desvío de las aguas del curso superior de un sistema fluvial hacia la cuenca de un sistema contiguo de mayor actividad erosiva y cuyas aguas discurren a un nivel inferior. El desarrollo de los dos sistemas fluviales contiguos lleva necesariamente a que uno de ellos se haga más potente que el otro; gradualmente se va convirtiendo en la corriente dominante, excavando más profundamente su cauce con lo que el nivel de base de sus afluentes es cada vez más bajo.
Estos, debido a la erosión regresiva, hacen retroceder las divisorias de aguas que los separan de las corrientes vecinas y acaban por capturarlas (corrientes decapitadas), aumentando con ello su propio caudal y el del río principal (o beneficiario), cuya potencia crece todavía más. En el punto del desvío queda por lo general un ángulo muy marcado, llamado codo de captura. Los ejemplos de este fenómeno son muy abundantes.
F. J. Monkhouse. Diccionario de términos geográficos. Barcelona: Oikos - Tau, 1978, p. 77

.
Sin embargo, hay que tener en cuenca que no siempre es un río con mayor poder erosivo el que captura a otro de menor caudal ya que algunas veces sucede a la inversa, cuando el río de menor caudal tiene un nivel inferior. El río Uribante, que constituye el curso alto del río Apure, en Venezuela, es un ejemplo antológico de esta situación ya que sus aguas fueron capturadas por el río Caparo primero y por el río Doradas después. De hecho, el sistema hidroeléctrico Uribante - Caparo - Doradas en Venezuela aprovecha esta disposición de los tres ríos para establecer varias represas con comunicación entre ellas por medio de túneles y saltos de agua que producen una enorme cantidad de electricidad.

## El caso especial de capturas sucesivas, en secuencia

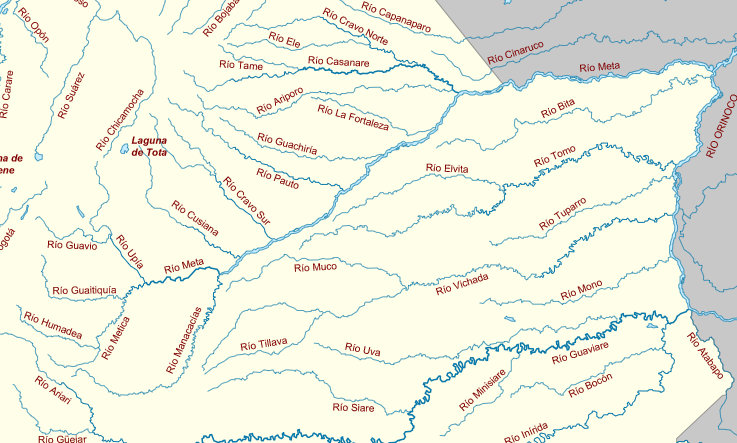
El río Meta y sus afluentes principales. Obsérvese como el Meta sólo tiene afluentes por la ribera izquierda mientras que la derecha, que es más elevada, impide el desarrollo de afluentes por ese lado. De hecho, ríos como el Vichada, el Tomo y otros, que primitivamente procedían de los Andes colombianos, quedaron decapitados al quedar cortado su curso alto por el Meta.

Al pie de una cordillera de grandes dimensiones como Los Andes, las Montañas Rocosas, el Himalaya, los Pirineos, etc., suele suceder que un río que corra paralelo a dichas cordilleras vaya cortando los cauces sucesivos de los ríos que bajan de las mismas formando un codo de captura en cada uno de dichos ríos y dejando sin agua el curso inferior de los ríos antiguos. Unos excelentes ejemplos de este tipo de captura, entre muchos otros, son los que nos ofrecen el río Meta (en el cartograma anexo y el río Apure, ambos ubicados en la cuenca del Orinoco, en la región de los Llanos colombo-venezolanos.
Las consecuencias de este proceso de capturas en secuencia son muy importantes:
- Los ríos beneficiarios de las capturas (en este caso, el Meta y el Apure) no presentan afluentes importantes por la derecha, como puede verse en el mapa respectivo. Esta característica hace que la margen derecha de los ríos llaneros, al ser más elevada, presenta mejores condiciones para el establecimiento de ciudades y vías de comunicación. De hecho, la margen derecha del río Meta se ha utilizado para la construcción de la carretera RN 40 de los Llanos colombianos, entre Bogotá, Villavicencio, en el margen derecho del río Guatiquía y de aquí, cruzando el río Meta, sigue por su margen derecha hasta Puerto Carreño ya junto al río Orinoco, sin necesidad de construir puentes importantes.

- Los ríos decapitados o residuales disminuyen drásticamente de caudal aunque conservan un cauce mucho más grande y una llanura de inundación mucho mayor de lo que podría esperarse en la situación actual. Un ejemplo típico de río residual es el Uribante, afluente del río Apure, en  la parte  suroeste del estado Barinas, después de que la mayor parte de sus aguas fueran capturadas por el río Doradas (río Uribante en Google maps: ). En esta imagen podemos ver que el Uribante es un pequeño río residual en el cauce mucho mayor que tenía antes de que la mayor parte de sus aguas fueran absorbidas por el río Doradas. Se aprecia nítidamente el cauce antiguo del río ya que las riberas del mismo se ven a ambos lados del río y tienen una separación homogénea. El actual río se mueve dentro del cauce del antiguo ya que su escaso caudal le impide sobrepasar los diques naturales o antiguas riberas del mismo. También puede verse la vegetación más abundante en el propio cauce del río, que es la zona que conserva mayor humedad, no tanto por las aguas del río actual sino por la alimentación freática de las terrazas de inundación del antiguo río que están cortadas por los diques del antiguo cauce que drenan hacia el interior del mismo.

## Ejemplos
- Captura del río Tormes (España).[1] Edad: Pleistoceno inferior.

- Captura del río Luna por el río Sil.[2]
- Captura del curso superior del río Alberche en Aldea del Fresno (donde existe un codo de captura de unos 90°) por el curso inferior del actual trazado de dicho río ([3]).
- Captura del Júcar en su curso alto y medio, por el Júcar actual, es decir, que se convirtió, hace unos dos millones de años, de un afluente del Guadiana (vertiente del Atlántico) en un río propio que ahora desemboca directamente en el Mediterráneo ([4])

- El río Uribante constituye la parte alta del río Apure) en Venezuela, y la mayor parte de su caudal fue capturada por el río Doradas primero y el caudal de ambos capturado posteriormente por el río Caparo, que después va a desembocar directamente en el río Apure (se trata del Uribante-Caparo). Este ejemplo de captura ha complicado bastante la geografía de esta región venezolana, porque siempre se tomó la confluencia del antiguo Uribante con el Sarare como el punto de origen del río Apure y ahora el Uribante Viejo (como podríamos decir) trae un caudal muy pequeño, ya que la mayor parte del mismo migró hacia el cauce del río Caparo, como narra Fernando Calzadilla Valdés en su obra Por los llanos de Apure al hacer referencia a que Puerto Teteo (el puerto ubicado a mayor altura sobre el río Uribante), se quedó casi sin caudal y por lo tanto, sin uso, con lo que las comunicaciones fluviales en la zona quedaron modificadas en lo que se refiere a mercancías pesadas o voluminosas.

- El río Arauca, también en Venezuela, que ha venido desbordándose hacia la izquierda creando cauces abiertos o zonas de inundación de gran tamaño (alcanzan unos dos km de anchura) los que, a pesar de quedar secos en épocas de menor precipitación pueden dar origen a grandes inundaciones de toda la zona existente entre dicho río y el Sarare, en especial en la zona de Guasdualito que, a pesar de estar junto al Sarare, sus inundaciones proceden directa o indirectamente del río Arauca. La inundación reciente de Guasdualito (junio-julio de 2015) y la narrada por Fernando Calzadilla Valdés en 1938 servirían para estudiar este fenómeno con mayor detalle, con la ayuda de las imágenes de satélite que existen bastante detalladas de la zona y que pueden compararse a lo largo de distintas épocas.

Una buena referencia a las inundaciones en Apure se encuentra en el artículo de Pablo Moser Guerra y Pedro E. Piñate Bermúdez del año 2002 (), en el que se hace referencia a las inundación de los años 1892, superada en el siglo XX por la de 1943 registrándose inundaciones posteriores en 1945, 1946, 1950, 1956, 1967, 1969, 1970, 1976, 1977, 1978, 1979, 1981, 1996 y la última, muy grave, de finales de mayo y comienzos de junio del año 2015. Y todas estas inundaciones tuvieron consecuencias muy serias en lo que se refiere a migraciones del cauce de diversos ríos, capturas fluviales, desbordamientos, y otras.